# بند تجنود
بند تجنود مربوط به دورهٔ قاجار است و در شهرستان زیرکوه، ۲ کیلومتری شمال‌غربی روستای تجنود واقع شده و این اثر در تاریخ ۲۴ اسفند ۱۳۸۴ با شمارهٔ ثبت ۱۵۳۱۰ به‌عنوان یکی از آثار ملی ایران به ثبت رسیده است.